# 남경 (고려)
남경(南京)은 고려 시대 삼경(三京) 중 하나로, 지금의 인왕산 아래쪽에 존재하였던 것으로 추정된다.
조선 시대의 한양 지역이며, 현재의 서울 지역이다. 고려 문종 21년(1067년) 남경길지설에 따라 처음 설치되었다.

## 위치와 영역
남경의 영역은 동쪽을 대봉(大峰), 서쪽을 기봉(岐峰), 북쪽을 면악(面嶽), 남쪽을 사리(沙里)로 삼았다. 이 가운데 면악(面嶽)은 북악산을 가리킴이 명확하다. 사리(沙里)는 ‘모래마을’이라는 이름으로 볼 때, 용산 일대의 한강 백사장으로 생각되기도 하나, 면악에서 바라볼 수 있는 시야의 한계를 고려하면 조선 시대의 황토현(黃土峴) 앞으로 추정된다. 대봉(大峰)은 창덕궁 뒤 응봉(應峰)에서부터 송현(松峴)까지의 산줄기로, 기봉(岐峰)은 인왕산으로 추정된다.
남경 행궁의 영역이 좁아 그 남쪽을 경복궁 영역으로 삼았다는 조선왕조실록의 기록이 있는데, 이를 고려하면 남경 행궁은 향원지(香遠池) 서쪽 언덕 부근으로 추정된다. 남경 행궁에는 연흥전(延興殿), 천수전(天壽殿), 북녕문(北寧門), 남명문(南明門) 등의 건물이 있었다.

## 남경 천도 논쟁
최초로 남경을 세운 것은 고려 문종 21년(1067년)이다. 문종 22년(1068년)에는 남경에 궁궐을 지었다. 1099년 일관 김위제의 주장에 따라 숙종 6년(1101년) 9월에는 남경개창도감(南京開創都監)이 설치되었으며, 3년 뒤 숙종 9년(1104년) 5월에는 남경의 이궁이 완성되었다. 신도시라 할 수 있는 남경에는 거란 사람들도 귀순하여 살았다.
일관(日官)인 최사추 등은 다음과 같이 상소하였으며, 이는 남경 건설에 영향을 미쳤다.
| “ | ‘저희들이 노원역(盧原驛), 해촌(海村), 용산(龍山) 등지에 가서 산수(山水)를 살펴본즉 도읍을 정하기에 합당하지 않고 오직 삼각산 면악(面嶽) 남쪽의 산수 형세가 옛 문헌의 기록에 부합되오니 청컨대 삼각산 주룡의 중심 지점인 남향관에 그 지형대로 도읍을 건설하소서!’라고 하니 왕이 좋다고 하였다. (중략) ‘남경을 새로 건설하는 데는 반드시 땅을 넓게 차지하고 백성들의 농토를 많이 빼앗아야 될 것이오니 청컨대 경위령(京緯令)의 말한 바에 근거하여 산에 의거하여 형세를 취하기도 하고 물로 지형을 표하기도 하되 우선 안으로 산수 형세를 따라 동으로는 대봉(大峯)까지, 남으로는 사리(沙里)까지, 서로는 기봉(岐峯)까지, 북으로는 면악(面嶽)까지를 경계로 삼으소서!’라고 하니 왕이 좋다고 하였다. | ” |
|   | — 《고려사》 , 세가 제11 숙종 7년(1102년) 3월의 기사 |   |

이러한 천도의 논리를 제공한 것은 김위제라는 일관으로 보인다. 김위제는 도선의 비기·답산가, 그리고 저자가 불명확한 신지비사(神誌秘詞)를 근거로 개성의 지덕이 그의 시기에 쇠하였음을 이야기하였다. “건국한 후 1백 60여 년에 목멱벌에 도읍한다”고 하며, 그 근거로는 앞선 도참서들 말고도 오행설, 즉 존재자들에게 부여되는 속성들의 상응 체계 역시 그 뒷부분에서 인용되었다. 비기의 내용으로 인용된 문장에는 “11, 12, 1, 2월을 중경에서 지내고 3, 4, 5, 6월을 남경에서 지내며 7, 8, 9, 10월을 서경에서 지내면 36개국이 와서 조공할 것이다.”가 포함되어 있고, 이는 묘청의 난과 같은 고려조의 여러 사건들에서 여러 차례 근거로 활용되기도 하였다.
공민왕은 1356년 이후 남경 천도 작업을 진행하고 이 과정을 주도하였다.
| “ | 1357년 1월 임진일에 왕이 봉은사에 가서 태조 진전에 참배하고 한양(漢陽)에 천도할 데 대하여 점을 쳤더니 왕의 손에 '정(靜)'자가 잡혔다. 다시 이제현에게 명령하여 점을 치라 하였더니 '동(動)'자를 얻었다. 왕이 기뻐하여 “그대가 몸을 깨끗이 하고 제사하여서 길한 점괘를 얻었으니 참으로 나의 마음이 흡족하다.” | ” |
|   | — 《고려사》39권 세가 39권 |   |

라고 하여 국왕의 천도 의지가 분명했음을 알 수 있다. 그러나 지속적인 전쟁과 기근으로 인해 그 실행이 힘들었던 것 같다. 명확한 중단 기사는 없으나 공민왕 즉위 10년을 넘기면서 적극적인 천도 진행 기사를 찾아볼 수는 없게 된다. 또한 윤택 등의 유학자들이 공민왕을 제지했다는 점 또한 확인할 수 있다.
이러한 천도 논의는 우왕, 공양왕 또한 진행했었으나 공민왕대와 동일한 이유로 인해 모두 기각되었다. 공양왕은 1390년 9월 남경으로 천도하기는 하였으나, 1391년 2월 개경으로 다시 환도하는 일이 있었다.

## 같이 보기
- 개경
- 진관사
- 혜음원
- 퇴계원
- 아차산 일대 보루군
- 서울 옥천암 마애보살좌상
- 서울 북한산 구기동 마애여래좌상
- 세검정 터
- 서울 인왕산 국사당
- 서울특별시
- 남경